# Isolde’s Tower
Isolde’s Tower war ein Wehr- und Beobachtungsturm an der Nordostseite der Stadt Dublin aus dem 13. Jahrhundert. Er war Bestandteil der normannischen Stadtbefestigung und sollte Angreifer aus dem Osten abwehren, welche die Liffey heraufkamen.

## Entstehung
Das mittelalterliche Dublin war ein eng umfasstes Gebiet südlich des Flusses Liffey von ca. 3 km² mit 5.000 bis 10.000 Einwohnern. Umgeben von feindlichen irischen Stämmen und Familien, aber auch Bedrohungen, welche von der See kommen konnten, umgaben sich die englischen Siedler mit einer Stadtmauer (siehe Geschichte Dublins). Die östliche Seite wurde begrenzt durch den River Poddle (heute unterirdisch geführt). In die Stadtmauer waren, wie bei Stadtverteidigungsanlagen üblich, Tore und Türme integriert. Einer der wichtigsten, wenn nicht sogar der wichtigste Turm, war der Isolde’s Tower an der nordöstlichen Ecke. Vom Turm aus konnte der Fluss und die ankommenden Schiffe gut überwacht werden.
Der aus Kalkstein bestehende Rundturm hatte eine Höhe von ca. 10 m und die Ausgrabungen zeigen am Grund eine Wandstärke von 4 m. Der Innendurchmesser beträgt 4,5 m. Der Turm stand direkt auf Flusskies auf einem groben Steinsockel und das Innere wurde sofort mit tiefen Schlickablagerungen aufgefüllt, möglicherweise um den Sockel zu stabilisieren. Vor dem Turm befanden sich Pfähle, auf denen die Köpfe hingerichteter Verbrecher zur Abschreckung ausgestellt wurden; So fand man bei den Ausgrabungen Schädelfragmente im Schlick, welche auch Misshandlungen vor der Hinrichtung aufwiesen.

## Der Murage Skandal
In den Jahren 1308–1313 erschütterte der Murage-Skandal Dublin. Geoffrey de Morton (gestorben um 1317) war ein wohlhabender Kaufmann und Reeder im Dublin des frühen 14. Jahrhunderts, der 1303 auch Bürgermeister von Dublin wurde. Er erwarb sich einen schlechten Ruf für skrupellose wie auch korrupte Geschäftsmethoden. So wurde ihm zum Vorwurf gemacht sein politisches Amt, insbesondere das Siegel der Stadt, für seine privaten Geschäfte missbraucht zu haben. Hierfür wurde er auch kurzzeitig inhaftiert. Gleichwohl beantragte er kurz darauf bei König Eduard II. die Erlaubnis von den Bürgern Dublins eine Steuer zur Erhaltung der Stadtmauern zu erheben, der „Murage“, welche ihm auch gewährt wurde. Hierunter fiel auch die Wartung des Isolde’s Tower. Geoffrey war aber gleichzeitig der aktuelle Pächter des Turms, versäumte aber zu erwähnen, dass er hierdurch gesetzlich verpflichtet war, diesen auf eigene Kosten in gutem Zustand zu halten. Es häuften sich zudem Beschwerden, dass er seine Freunde und Geschäftspartner von dieser Steuer ausnahm und auch das eingenommene Geld gar nicht für den Erhalt der Mauern und Türme verwendete.
1563 wurde der Turm an einen „John Moeny, Belman“ vermietet; 1603 oder 1604 pachtete ein John Newman das Gebäude, nebst angrenzenden Häusern und Land für die Dauer von 118 oder 119 Jahren.
Vermutlich wurde Isolde’s Tower im 17. Jahrhundert abgetragen, um Platz für Häuser zu schaffen.

## Heute
Im Rahmen der Entwicklung des heutigen Ausgehviertels Temple Bar zu Beginn der 1990er Jahre wurden bei der Anlage neuer Appartements die alten Häuser der Georgianischen Architektur – nach einem kurzen Intermezzo durch Hausbesetzer – abgerissen. Die Architekten der Appartements (Gilroy and McMahon) sicherten zu Ausgrabungen zuzulassen. Hierbei fand man 1993 die Reste des Turms wieder und machte sie für die Öffentlichkeit zugänglich, indem der Fundort, von der Straße einsehbar, unterhalb der Appartementwohnungen integriert wurde. Die Wohnanlage trägt ebenfalls den Namen Isolde’s Tower.